# Mostečný
Mostečný (německy Mostetschna) je malá vesnice, část obce Pluhův Žďár v okrese Jindřichův Hradec v Jihočeském kraji. Nachází se asi 2,5 kilometru severovýchodně od Pluhova Žďáru. Je zde evidováno 34 adres. V roce 2011 zde trvale žilo 43 obyvatel.
Mostečný je také název katastrálního území o rozloze 3,39 km².

## Historie
První písemná zmínka o vesnici pochází z roku 1381.

## Obyvatelstvo
| Rok            | 1869 | 1880 | 1890 | 1900 | 1910 | 1921 | 1930 | 1950 | 1961 | 1970 | 1980 | 1991 | 2001 | 2011 | 2021 |
| -------------- | ---- | ---- | ---- | ---- | ---- | ---- | ---- | ---- | ---- | ---- | ---- | ---- | ---- | ---- | ---- |
| Počet obyvatel | 206  | 238  | 241  | 210  | 186  | 203  | 171  | 103  | 106  | 74   | 67   | 56   | 45   | 43   | 54   |
| Počet domů     | 28   | 35   | 37   | 37   | 36   | 36   | 36   | 35   | 30   | 25   | 21   | 30   | 31   | 32   | 32   |

## Obecní správa
Při sčítání lidu v letech 1850–1889 Mostečný byl osadou obce Pluhův Žďár v okrese Třeboň. V letech 1890–1963 byl samostatnou obcí v okrese Jindřichův Hradec. Od roku 1964 je opět částí obce Pluhův Žďár v okrese Jindřichův Hradec.

## Pamětihodnosti a zajímavosti
- Kaple u čp. 12
- Křížek u rybníka na Mostečném potoku na jihozápadě vsi
- Ve vsi dosud stojí několik starých kamenných budov (např. čp. 1), které však nejsou památkově chráněné.